# Teorema di Stolz-Cesaro
In matematica, il teorema di Stolz-Cesaro, il cui nome è dovuto a Otto Stolz ed Ernesto Cesaro, è un criterio per dimostrare la convergenza di una successione.
Siano {\displaystyle (a_{n})_{n\geq 1}} e  {\displaystyle (b_{n})_{n\geq 1}} due successioni di numeri reali. Se {\displaystyle b_{n}} è una successione positiva, strettamente crescente, illimitata, ed esiste il seguente limite:
{\displaystyle \lim _{n\rightarrow \infty }{\frac {a_{n+1}-a_{n}}{b_{n+1}-b_{n}}}=l}
allora esiste anche il limite:
{\displaystyle \lim _{n\rightarrow \infty }{\frac {a_{n}}{b_{n}}}=l}
La forma generale del teorema è la seguente. Se {\displaystyle (a_{n})_{n\geq 1}} e {\displaystyle (b_{n})_{n\geq 1}} sono due successioni tali che {\displaystyle b_{n}} è monotona e non limitata, allora:
{\displaystyle \liminf _{n\to \infty }{\frac {a_{n+1}-a_{n}}{b_{n+1}-b_{n}}}\leq \liminf _{n\to \infty }{\frac {a_{n}}{b_{n}}}\leq \limsup _{n\to \infty }{\frac {a_{n}}{b_{n}}}\leq \limsup _{n\to \infty }{\frac {a_{n+1}-a_{n}}{b_{n+1}-b_{n}}}}
Il teorema di Stolz–Cesaro può essere considerato come una generalizzazione della somma di Cesaro, ma anche come una sorta di regola di de l'Hôpital per successioni, vedendo le differenze come approssimazioni delle derivate al primo ordine.
Ponendo {\displaystyle a_{n}=\sum _{k=1}^{n}a_{k}{\mbox{ e }}b_{n}=n} si ottiene la somma di Cesaro. 